# Ethel Zoe Bailey
Ethel Zoe Bailey, née le 17 novembre 1889 et décédée le 15 juillet 1983 est une botaniste américaine et la première conservatrice du Bailey Hortorium à l'Université Cornell de 1935 à 1957. Elle crée la collection de catalogues horticoles Ethel Z. Bailey et en 1912, elle est la première femme à Ithaca, New York, à obtenir un permis de conduire.

## Jeunesse et éducation
Ethel Zoe Bailey est née le 17 novembre 1889  fille du botaniste Liberty Hyde Bailey. Elle est diplômée du Smith College en 1911 avec son baccalauréat en zoologie et travaille ensuite à l'Université Cornell aux côtés de son père, éditant plusieurs de ses publications, notamment Standard Cyclopedia of Horticulture et Manual of Cultivated Plants.

## Carrière en botanique
Bailey voyage dans des pays comme le Venezuela et Trinidad lors d'excursions de recherche avec son père. Elle co-écrit deux ouvrages de référence avec son père, dont Hortus et Hortus Second, dont le dernier est publié en 1969. Après la mort de son père, Bailey révise  et supervise la publication d'un troisième volume mis à jour, Hortus Third, avec le personnel du Liberty Hyde Bailey Hortorium en 1975.
Bailey travaille au Liberty Hyde Bailey Hortorium de l'Université Cornell en tant que premier conservateur de l'institution de 1935 à 1957. Elle prend sa retraite de Cornell en 1957, mais continue à faire du bénévolat à l'Hortorium jusqu'à sa mort en 1983. Afin d'aller à l'Hortorium, Bailey obtient son permis de conduire en 1912 et est la première femme à Ithaca, New York, à le faire.
Pendant son séjour à Cornell, Bailey contribue à Standard Cyclopedia of Horticulture et au Manual of Cultivated Plants et édite les huit premiers volumes de la revue académique Gentes Herbarum. Elle compile également et indexe des échantillons botaniques de différents pays. Ce catalogue d'échantillons, maintenant appelé Ethel Z. Bailey Horticultural Catalogue Collection, est exposé à Cornell.
Bailey est enterrée au cimetière Lake View à Ithaca, New York.